# Parafia Narodzenia św. Jana Chrzciciela w Gładyszowie
Parafia Narodzenia św. Jana Chrzciciela w Gładyszowie − parafia rzymskokatolicka znajdująca się w diecezji rzeszowskiej w dekanacie gorlickim. 
Parafię erygował 29 grudnia 1951 ówczesny ordynariusz tarnowski, biskup Jan Stepa.
Drewniany kościół parafialny jest wybudowaną w latach 1938-1940 cerkwią greckokatolicką współużytkowaną z parafią greckokatolicką.
Teren parafii obejmuje: Gładyszów, Krzywą, Wołowiec, Czarna i Radocynę.
Parafia ma kościół filialny w Krzywej (dawna greckokatolicka Cerkiew św. św. Kosmy i Damiana w Krzywej).

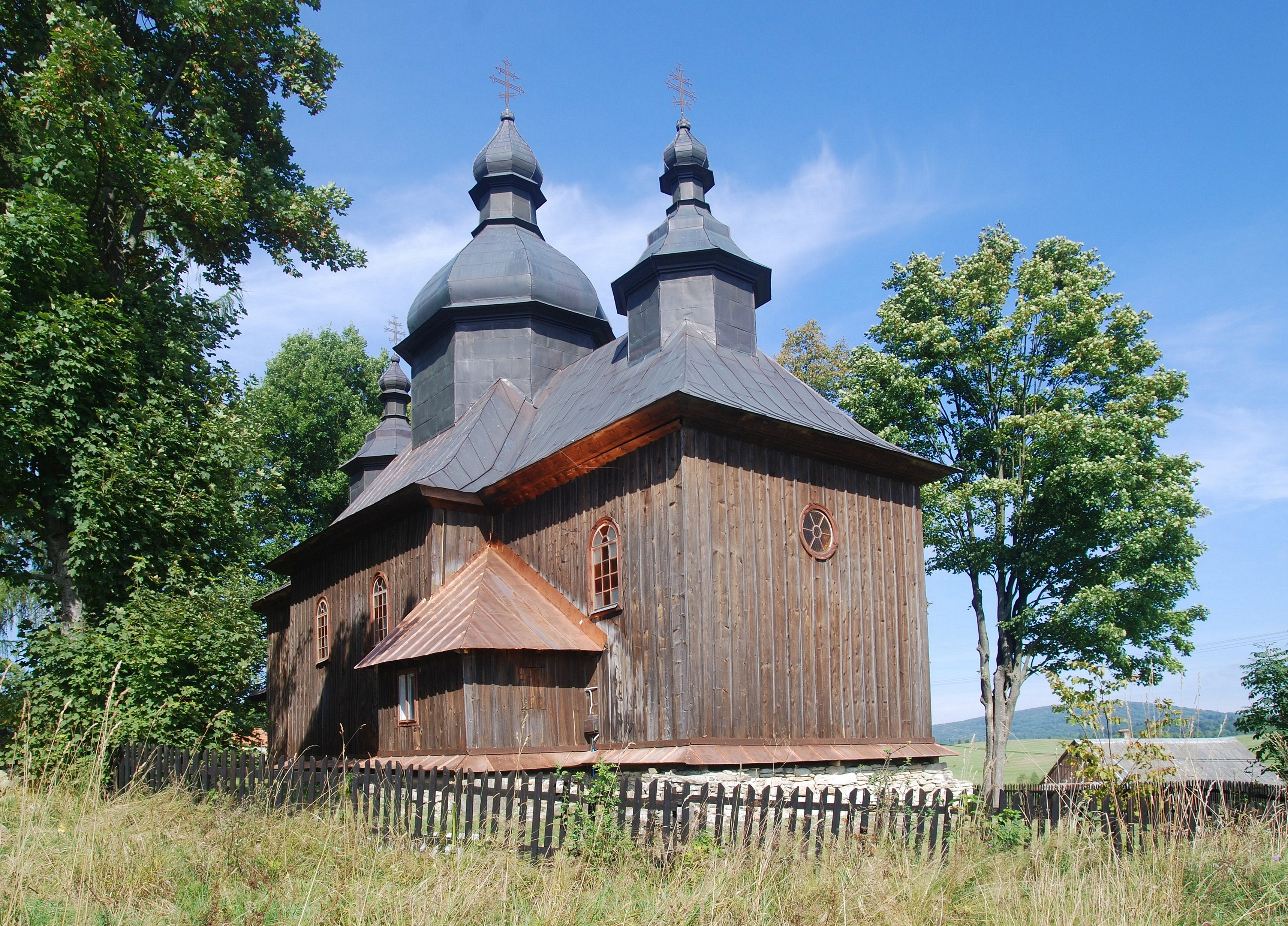
Krzywa, kościół filialny w cerkwi